# INTERFET
INTERFET (International Forces East Timor) probíhající od září 1999 do února 2000 byla druhou mezinárodní misí ve státu Východní Timor. Během ní působilo na Timoru celkem 5000 zahraničních vojáků a 1300 policistů.
Na INTERFET navázala policejní mise UNTAET.

## Situace
V roce 1999 na základě referenda organizovaného OSN po podepsání dohody mezi Indonésií a Portugalskem se 78% obyvatel vyjádřilo pro nezávislost Východního Timoru na Indonésii. V období před referendem a během něj bylo milicemi FALINTIL (Forcas Armadas de Libertacao Nacional de Timor Leste) zabito až desetitisíce civilistů. Během těchto bojů bylo zničeno až 70 % infrastruktury a zavládl hladomor.

## Mezinárodní intervence

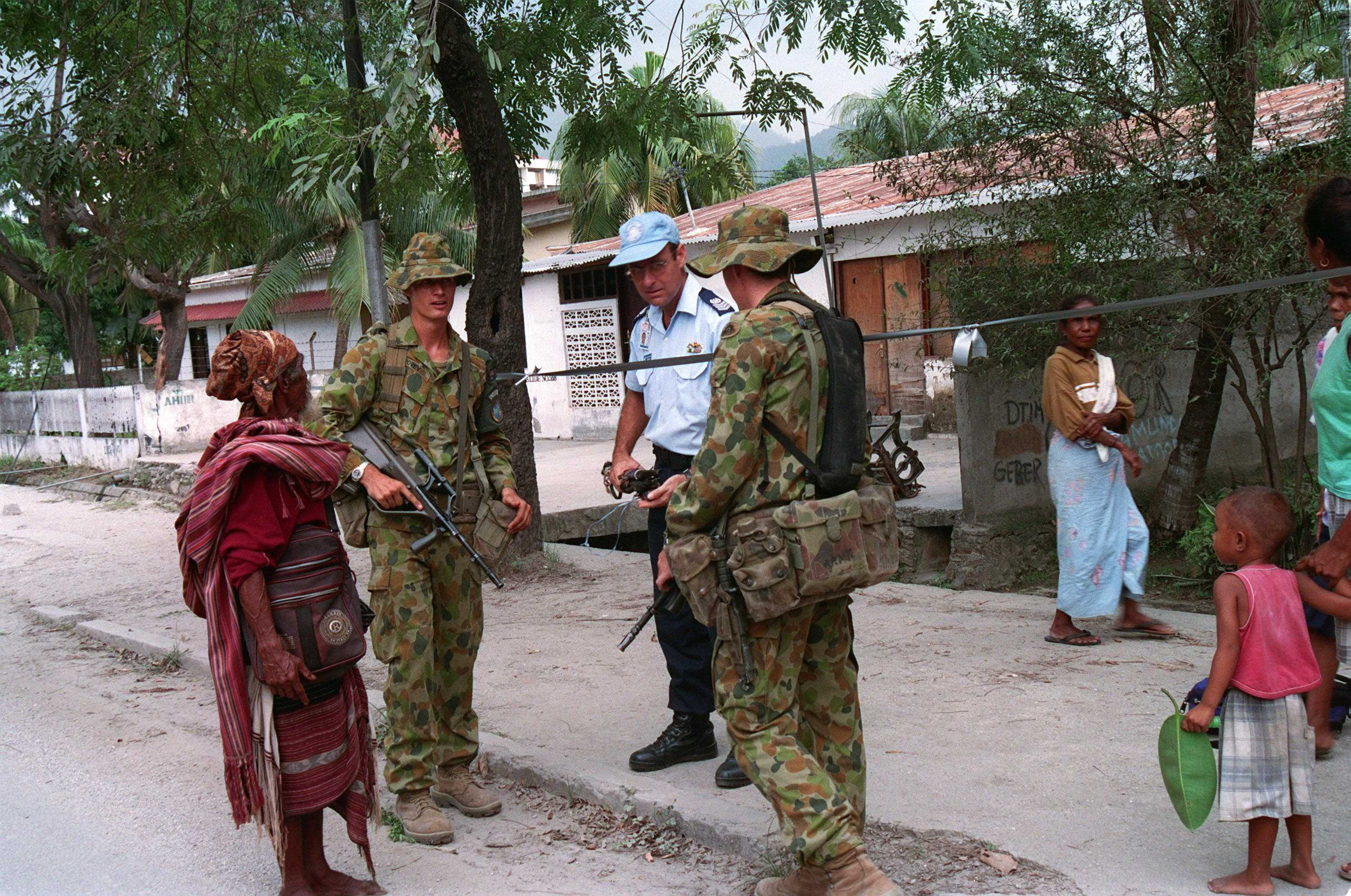
Australští vojáci v hlavním městě Dili

Ooperace INTERFET navázala na operaci UNAMET (červen – říjen 1999), která však byla spojena pouze s organizováním referenda. Po vlně nepokojů, které vznikly proti osamostatnění Východního Timoru, se OSN rozhodla vyslat na ostrov mírovou misi. Jednotka se skládala z hlavních sil, které tvořila vojska:
- Austrálie – jednotky SAS a SASR
- Nový Zéland – jednotky SAS
- USA – Special Boat Service a vrtulníková jednotka USMC

Dále se mise účastnili vojáci z Itálie, Pákistánu, Argentiny, Fidži, Bangladéše, Jižní Koreje a Malajsie.

### Technika

#### Pozemní
Vojskům sloužila obrněná vozidla sloužila M113 v počtu 110 ks a ASLAV v počtu 29 ks. Jako těžké zbraně byly k dispozici minomety ráže 81 mm. Ve výzbroji vojsk se nacházely pistole Browning HP, útočné pušky Steyr AUG, kulomety L7, kanony M242 a granátomety M79.

#### Vzdušná
Mise se účastnily vrtulníky OH-58 Kiowa, UH-60 Black Hawk a SH-3 Sea King a byly při ní nasazeny také bezpilotní průzkumné letouny zaplacené nadnárodními ropnými společnostmi.

#### Námořní
Námořní podporu zajišťovaly 2 fregaty.